# Ánh sáng hoàng đạo

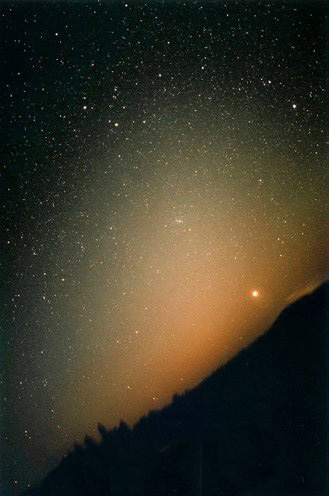
Ánh sáng hoàng đạo ở bầu trời phía Đông vào lúc trước khi chạng vạng bình minh bắt đầu

Ánh sáng hoàng đạo (tiếng Anh: Zodiacal light), còn gọi là bình minh giả (False Dawn), là hiện tượng nhìn thấy vùng sáng mờ ở phía Tây khi trời vừa tối (hay phía Đông trước lúc bình minh), khoảng từ 1 đến 2 tiếng sau khi Mặt Trời lặn (hay trước khi Mặt Trời mọc).